# Allen Woodring
Allen Woodring (Hellertown, 15 februari 1898 – Clearwater, 15 november 1982) was een Amerikaanse sprinter. Op de Olympische Spelen van 1920 in Antwerpen werd hij olympisch kampioen op de 200 m.
Over Woodring is niet veel bekend. Hij plaatste zich ternauwernood voor de Olympische Spelen met een vijfde plaats op de Amerikaanse kwalificatiewedstrijd. Hij mocht afreizen naar België en kreeg het voordeel van de twijfel ten opzichte van de vierde gekwalificeerde.
Over Allen Woodring wordt gezegd dat hij bij zijn aankomst in Antwerpen zijn loopschoenen uit elkaar vielen en hij geen nieuwe schoenen kopen kon. Uiteindelijk liep hij de olympische wedstrijd op schoenen die hij had geleend van iemand anders.
Hij mocht op 20 augustus 1920 starten in de finale van de 200 m waarbij Charles Paddock, olympisch kampioen op de 100 m, favoriet was voor de eindoverwinning. Na het startschot wist hij als eerste te finishen in een tijd van 22,0 seconden. Hij versloeg hierbij Charles Paddock (zilver) en de Brit Harry Edward (brons).

## Titels
- Olympisch kampioen 200 m - 1920
- Amerikaans kampioen 300 yard (indoor) - 1922
- IC4A kampioen 200 m - 1921
- IC4A kampioen 440 yard - 1923

## Palmares

### 200 m
- 1920:  OS - 22,0 s

1900: John Tewksbury ·
1904: Archie Hahn ·
1908: Bobby Kerr ·
1912: Ralph Craig ·
1920: Allen Woodring ·
1924: Jackson Scholz ·
1928: Percy Williams ·
1932: Eddie Tolan ·
1936: Jesse Owens ·
1948: Mel Patton ·
1952: Andy Stanfield ·
1956: Bobby Morrow ·
1960: Livio Berruti ·
1964: Henry Carr ·
1968: Tommie Smith ·
1972: Valeri Borzov ·
1976: Don Quarrie ·
1980: Pietro Mennea ·
1984: Carl Lewis ·
1988: Joe DeLoach ·
1992: Mike Marsh ·
1996: Michael Johnson ·
2000: Konstantinos Kenteris ·
2004: Shawn Crawford ·
2008: Usain Bolt ·
2012: Usain Bolt ·
2016: Usain Bolt ·
2020: Andre De Grasse ·
2024: Letsile Tebogo